# Кетоєв Георгій Важайович
Георгій Важайович Кетоєв  (рос. Георгий Важаевич Кетоев, 19 листопада 1985) — російський і вірменський борець вільного стилю, чемпіон світу, дворазовий чемпіон Європи, триразовий переможець Кубків світу, олімпійський медаліст.

## Біографія
Боротьбою почав займатися з 1996 року. Виступав за збірну Росії, у складі якої ставав чемпіоном світу і Європи, володарем Кубків світу, призером Олімпійських ігор. З 2016 року почав виступи за збірну Вірменії, у складі якої змів виграти Олімпійський кваліфікаційний турнір з вільної боротьби 2016 року і вибороти право участі в літніх Олімпійських іграх 2016 року в Ріо-де-Жанейро, де посів 14 місце.

## Спортивні результати на міжнародних змаганнях

### Виступи на Олімпіадах
| Змагання                    | Збірна   | Вагова категорія | Місце  |
| --------------------------- | -------- | ---------------- | ------ |
| Літні Олімпійські ігри 2008 | Росія    | 84 кг            | Бронза |
| Літні Олімпійські ігри 2016 | Вірменія | 97 кг            | 14     |

### Виступи на Чемпіонатах світу
| Змагання                        | Збірна | Вагова категорія | Місце  |
| ------------------------------- | ------ | ---------------- | ------ |
| Чемпіонат світу з боротьби 2007 | Росія  | 84 кг            | Золото |

### Виступи на Чемпіонатах Європи
| Змагання                         | Збірна | Вагова категорія | Місце  |
| -------------------------------- | ------ | ---------------- | ------ |
| Чемпіонат Європи з боротьби 2007 | Росія  | 84 кг            | Золото |
| Чемпіонат Європи з боротьби 2008 | Росія  | 84 кг            | Золото |
| Чемпіонат Європи з боротьби 2009 | Росія  | 96 кг            | Срібло |

### Виступи на Кубках світу
| Змагання                    | Збірна | Вагова категорія | Місце  |
| --------------------------- | ------ | ---------------- | ------ |
| Кубок світу з боротьби 2005 | Росія  | 84 кг            | Срібло |
| Кубок світу з боротьби 2006 | Росія  | 84 кг            | Золото |
| Кубок світу з боротьби 2007 | Росія  | 84 кг            | Золото |
| Кубок світу з боротьби 2010 | Росія  | 96 кг            | Бронза |
| Кубок світу з боротьби 2011 | Росія  | 96 кг            | Золото |

### Виступи на інших змаганнях
| Змагання                                                    | Збірна   | Вагова категорія | Місце  |
| ----------------------------------------------------------- | -------- | ---------------- | ------ |
| Чемпіонат світу з боротьби серед військовослужбовців 2006   | Росія    | 84 кг            | Золото |
| Міжнародний меморіал Дейва Шульца 2007                      | Росія    | 96 кг            | Золото |
| Гран-прі «Іван Яригін» 2009                                 | Росія    | 96 кг            | Золото |
| Золотий Гран-прі з боротьби 2010                            | Росія    | 96 кг            | Бронза |
| Золотий Гран-прі з боротьби 2011                            | Росія    | 96 кг            | Бронза |
| Золотий Гран-прі з боротьби 2012                            | Росія    | 96 кг            | Бронза |
| Гран-прі «Іван Яригін» 2013                                 | Росія    | 96 кг            | 9      |
| Олімпійський кваліфікаційний турнір з вільної боротьби 2016 | Вірменія | 97 кг            | Золото |
| Турнір Степана Саргісяна 2016                               | Вірменія | 97 кг            | Золото |